# Peucedanum natalense
Peucedanum natalense là một loài thực vật có hoa trong họ Hoa tán. Loài này được Engl. miêu tả khoa học đầu tiên.